# Seeheim-Jugenheim
Seeheim-Jugenheim – gmina w Niemczech, w kraju związkowym Hesja, w rejencji Darmstadt, w powiecie Darmstadt-Dieburg.

## Współpraca
Miejscowości partnerskie:
- Ceregnano, Włochy
- Cunersdorf – dzielnica Annaberg-Buchholz, Saksonia
- Kosmonosy, Czechy
- Villenave-d’Ornon, Francja